# 平復帖

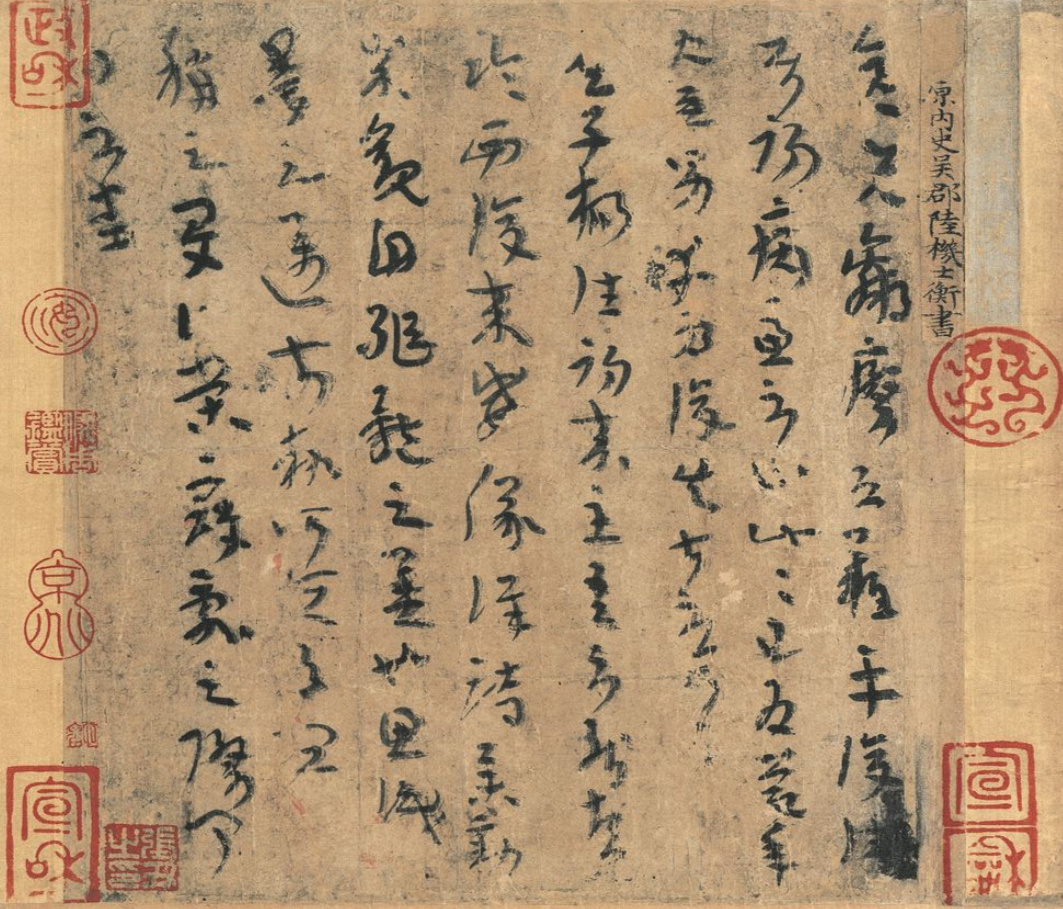
『平復帖』伝・陸機書
【釈文】彦先羸瘵、恐難平復。往属初病、慮不止此、此已為慶、承使唯男、幸乃復失前憂耳。呉子楊往初来主、吾不能尽。臨西復来、威儀詳跱、挙動成観、自躯体之美也。思識□量之邁前、勢所恒有、宜□称之。夏伯栄寇乱之際、聞問不悉。

平復帖（へいふくじょう）は、陸機の書と伝えられる尺牘で、初行中にある「平復」の2字からこの名がある。西晋時代の真跡としてきわめて貴重である。

## 概説
本帖は友人たちの消息について述べた尺牘で、署名はないが古来より陸機の書と伝称されている。書体は章草で禿筆を用いてはなはだリズミカルに86字を9行に書いており、その筆意は素朴で高い風雅がある。書風は初期の王羲之に近いものを感じさせる。大きさは23.8×20.5cm。北京故宮博物院蔵。

### 価値
宋代以降、本帖は最も古い真跡の一つとして非常に尊ばれ、収蔵家たちはその古意の味わいに酔ったという。現在では本帖より古い墨跡も発見されているが、陸機のような名家の書はなく、当時の名流の日常書写の体を知る上でも重要な資料である。

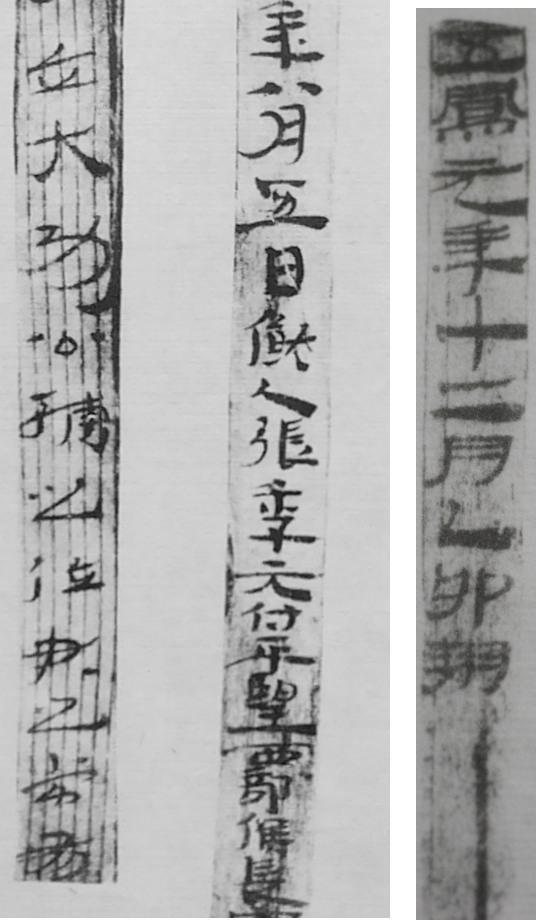
木簡

また、20世紀初頭に西域から発見された木簡、帛書、塼などの中に、陸機と同時代のもので本帖とよく似た書体・書風のものがある。これによって本帖が陸機の書であるとする伝称にかなりの信頼がおけるようになり、更にその価値を高めた。

### 書体
本帖の書体は章草体といわれるが、漢代の木簡などに見られる章草より後世のもので、章草の特徴の一つである波磔が少なく、今草（きんそう）に近づいている。
章草と今草
今草とは現在の草書のことであるが、章草に対してこのように呼ぶ場合がある。後漢の『説文解字』の序文に、「漢興って草書あり。」とあるように、そもそも章草という名称はなかったが、後世、現在の新しい草書が認知されてこの古い草書と区別する必要が生じ、古い草書に章草という名称が付けられた。
陸機と同時代の章草の名手として、皇象、衛瓘、索靖などがあげられる。筆跡として皇象の『急就章』、索靖の『月儀帖』などが伝称されるが真跡は現存しない。東晋の王羲之にも章草の尺牘がある（『豹奴帖』・『三月廿四日帖』）。ただし、この時代まで下ると今草は高度に発達して完成しているので、王羲之はあえて古典的な章草体を書いたと考えられる。

### 陸機の書とされる根拠
本帖が陸機の書とされるのは古来からの伝称によるものであるが、文頭の「彦先」という人名に着目した説がある。陸機と交友関係にあった人物で「彦先」という名称がある者に、顧栄（字・彦先）、賀循（字・彦先）、全彦先の3人がおり、このいずれかの人物が本帖の「彦先」に該当するとの考えである。しかし、陸機の弟の陸雲の書簡にも「彦先」の名称はあり、かつ、陸雲も書を善くしたので、この説では本帖が陸雲の書であるという可能性を否定できない。

## 収蔵先の変遷と刻入
宋代の大収蔵家である李瑋（りい）の所蔵していた『晋賢十四帖』の中に『陸帖』が含まれるという記録が米芾の『書史』にあるが、この『陸帖』が『平復帖』にあたるといわれている。その後、本帖は徽宗のコレクションに所蔵されていたことが『宣和書譜』に見える。
本帖は明末には韓宗伯に帰し、このとき董其昌が7行（毎行13から14字）の跋文を書いているが、その文頭に、「右平原真跡…」とあり、陸機の真跡であることを鑑定している。ついで明清の有名な収蔵家たちの蔵となり、清初、梁清標によって『秋碧堂帖』に刻された。その後、安岐に帰し、つづいて乾隆帝の内府に入り、のち成親王に帰した。成親王は詒晋斎（いしんさい）を築いて宝蔵し、『詒晋斎帖』に刻入した。その後、民間に流出してから第二次世界大戦後に国家に献納された。伍麗荃の『南雲斎帖』、『鄰蘇園帖』にも刻されているが、『秋碧堂帖』が精刻との評がある。

## 陸機の書の評価
陸機の詩や文章は在世当時から現在に至るまで高い評価を得ているが、『平復帖』を書き残していることにより、陸機は書道史上でも欠くことのできない人物となっている。本帖は木簡の風趣があり、そのためか比田井天来は好んでこれを習ったが、鈴木翠軒は、「余り高尚なものではない。運筆が狭くなり、一種の奇癖が着くから長く習うべきものではない。」と評している。
中国の書論中での陸機の書の評価は特に優秀というほどではない。たとえば、王僧虔の『論書』には、「彼は呉の国の人なので、その書の良否を比較するものがない。」としかなく、庾肩吾の『書品』では、「中下品」（18人）に入り、李嗣真の『書後品』では、「下上品」（13人）にランクされている（中国の書論#書人ランク一覧 (書後品)を参照）。これについて比田井南谷は、「筆意が素朴で高い響きをもっていると思われる。その点から考えると、古人の批評より高く評価すべきであろう。」と述べている。